# Me Pega de Jeito
Me Pega de Jeito é uma canção da cantora de música pop brasileira Kelly Key presente no álbum Por Que Não?, em 2006. A faixa, que explora a sonoridade pop e R&B, foi composta por Álvaro Socci e ganhou um videoclipe exclusivamente adicionado ao DVD da cantora, Toda Linda. Foi lançada como single apenas nas rádios de São Paulo em 28 de fevereiro de 2007.

## Videoclipe
Dirigido por Samantha Silveira, o vídeo foi gravado no Rio de Janeiro. No vídeo Kelly Key aparece lavando um carro em poses provocantes. A cantora realizou a gravação de um vídeo simples, para anexar em seu DVD Toda Linda, lançado em 2006.

## Versão de Wanessa Camargo
Me Pega de Jeito é uma canção da cantora de música pop brasileira Wanessa Camargo, para seu quinto álbum de estúdio, intitulado Total, explorando a sonoridade do forró. A faixa foi lançada como single promocional em 13 de dezembro de 2007, começando a entrar para as rádios após a divulgação do single "Não Tô Pronta pra Perdoar".

## Outras versões
Em 2013 a cantora Claudia Leitte gravou uma versão para seu álbum ao vivo Axemusic - Ao Vivo com a participação de Wanessa e Naldo Benny. Há uma diferença na composição original, visto que a parte de Naldo não existia anteriormente, sendo feito exclusivamente para este versão. A versão foi executada em diversas rádios brasileiras.